# Lale Gül

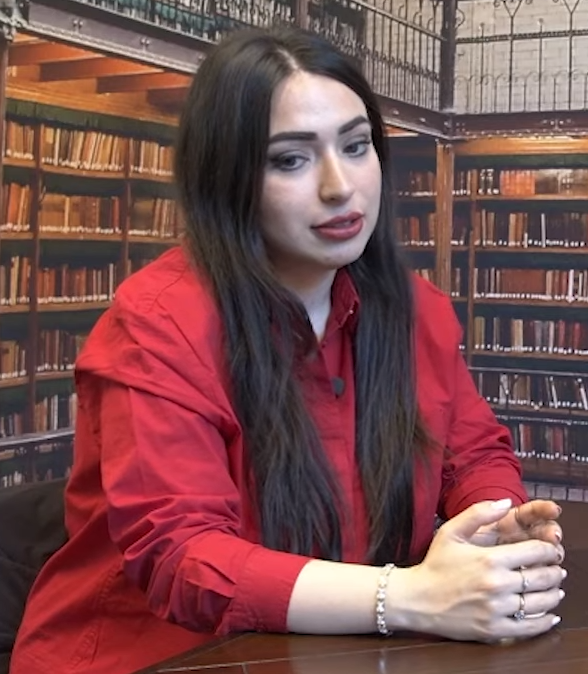
Lale Gül (2021)

Lale Gül (* 3. November 1997 in Amsterdam) ist eine niederländische Schriftstellerin türkischer Abstammung.
Gül wuchs in einer streng islamisch-religiösen Familie in West-Amsterdam auf. Unter der Woche besuchte sie eine staatliche Schule, am Wochenende den Koranunterricht der Milli Görüş Gemeinde. Sie studiert niederländische Literatur an der Vrije Universiteit in Amsterdam.
Im Jahr 2021 veröffentlichte sie ihren autobiografischen Debütroman Ik ga leven (dt.: Ich werde leben), in dem sie sich von ihrer streng religiösen Erziehung distanziert, und erlangte damit nationale Aufmerksamkeit.
Nach der Veröffentlichung wurde sie von Personen aus der niederländisch-islamischen Gemeinschaft bedroht. Das Buch führte zum Bruch mit der eigenen Familie.
Im November 2021 wurde sie für den Roman mit dem NS-Publieksprijs ausgezeichnet.

## Werke
- 2021 – Ik ga leven, deutsch: Ich werde leben, übersetzt von Dania Schüürmann, Suhrkamp Verlag, Berlin 2022, ISBN 978-3-518-47235-4.